# Wodan – Timburcoaster
Wodan – Timburcoaster (Eigenschreibweise: WODAN – Timburcoaster) ist eine Holzachterbahn im Europa-Park im baden-württembergischen Rust. Die Bahn wurde am 31. März 2012 eröffnet und befindet sich im isländischen Themenbereich des Parks. Sie ist die erste Holzachterbahn im Europa-Park. Entworfen und gebaut wurde sie von Great Coasters International.
Die Achterbahn ist etwa 1050 m lang und wird ca. 100 km/h schnell. Wodan – Timburcoaster besitzt drei Züge mit jeweils zwölf Wagen. In jedem der Wagen können je zwei Personen Platz nehmen. Die Mindestgröße für Passagiere beträgt 120 cm.

## Name

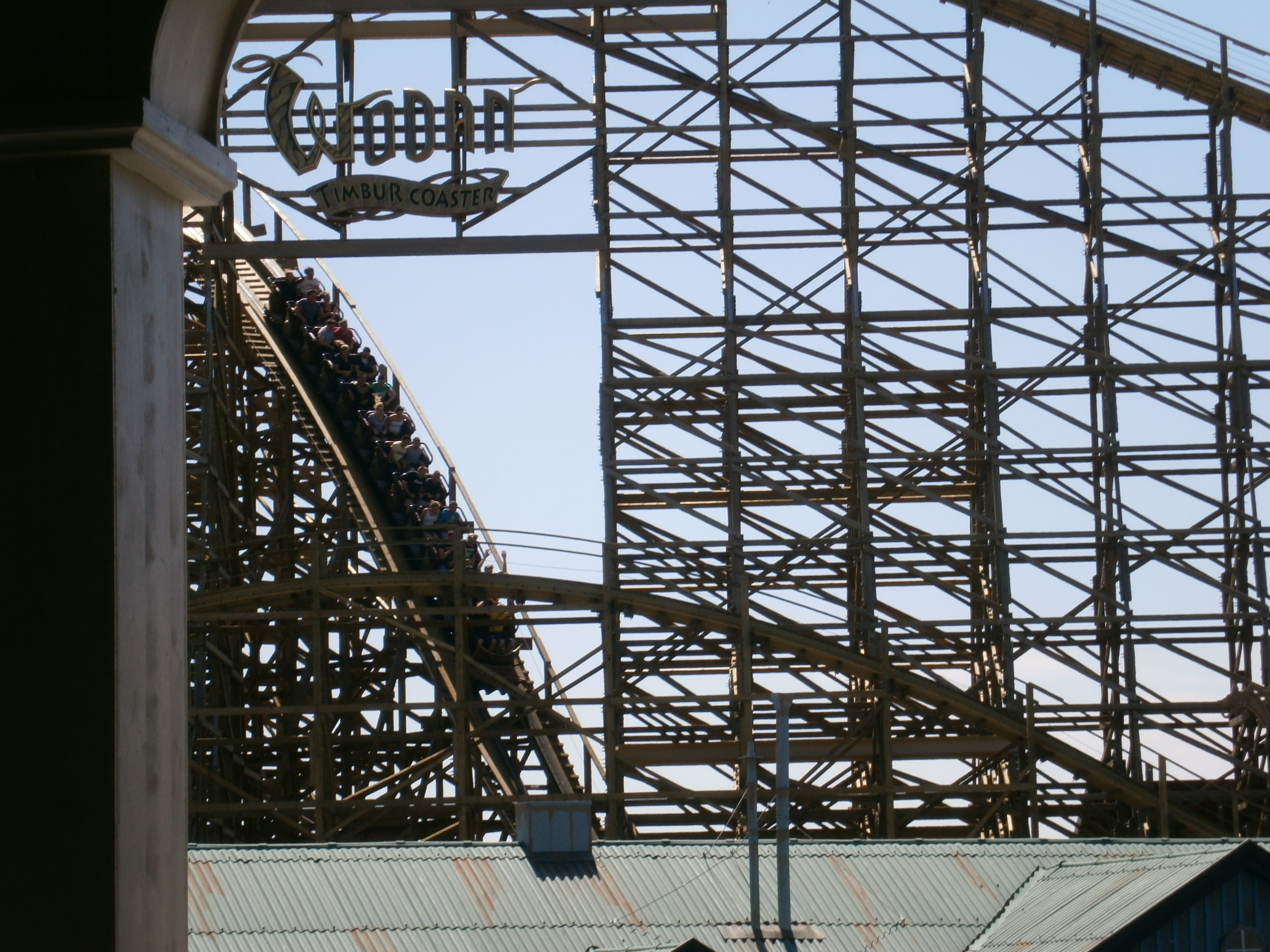
Wodan – Timburcoaster in Fahrt

Die Achterbahn wurde nach dem germanischen Namen des nordischen Gottes Odin benannt. Die Bezeichnung Timburcoaster setzt sich aus dem isländischen Wort timbur für Holz und dem englischen Wort coaster, Kurzform von roller coaster für Achterbahn, zusammen und heißt somit übersetzt Holzachterbahn.

## Thematisierung Wartebereich
Zur Gestaltung des Wartebereichs der Holzachterbahn wurde die nordische Mythologie gewählt.
An den Anfang des Wartebereichs wurde ein großes Eingangstor gebaut, das auf beiden Seiten von zwei Wikingern flankiert wird. Nachdem man durch das Tor gegangen ist, kommt man in das Wikingerdorf Midgard.
Neben dem normalen Wartebereich besteht die Möglichkeit, sich in der Virtual Line-Schlange anzustellen. Hierbei löst man in der App des Europa-Parks einen Virtual Line-QR-Code, indem man bei der entsprechenden Attraktion auf ein 10-minütiges Zeitfenster klickt. In der Zwischenzeit kann man die Zeit im Park anderweitig nutzen. Fünf Minuten vor diesem Zeitfenster ist der QR-Code verfügbar und man kann durch den damaligen Single Rider-Bereich abkürzen und somit die Warteschlange umgehen.
Die Verfügbarkeit der Virtual Line-QR-Codes ist jedoch begrenzt. Bei großem Besucheransturm können diese am entsprechenden Besuchstag daher recht schnell aufgebraucht sein.
Die normale Warteschlange führt durch fünf verschiedene Bereiche der nordischen Mythologie. Als erstes gelangt man zu Yggdrasil, dem Weltenbaum, der den gesamten Kosmos verkörpert. Auf dem weiteren Weg kommt man nach Schwarzalbenheim, dem unterirdischen Zwergenreich. Dieser Abschnitt ist wie ein Bergwerk gestaltet, in dem Gold und Edelsteine abgebaut werden. Die nächste Station führt ins Reich der Göttin Hel. Hel ist halb tot und halb lebendig. Als Zeichen dafür steht die Sanduhr in ihrer rechten Hand. Der Weg führt weiter durch das Midgardschlangentor nach Niflheim, einer eisigen Welt im Norden, die von Reif- und Frostriesen bewohnt wird. Wenn man diesen Ort hinter sich gelassen hat, erreicht man den genauen Gegensatz zu Niflheim, Muspellsheim. Hierbei handelt es sich um das Feuerreich im Süden, das von Feuerriesen bewohnt und von ihrem Anführer Surt beherrscht wird. Als Nächstes begegnet man Nidhöggr, einem schlangenartigen Drachen, der am Weltenbaum Yggdrasil lebt und die Toten peinigt. In der letzten Szenerie bewacht der Riese Mimir die Quelle Mimirs, die am Fuße von Yggdrasil liegt. Um seherische Kräfte zu erlangen, gab Wodan ein Auge als Pfand, um aus dem Brunnen Mimirs trinken zu dürfen.
Danach führt die Regenbogenbrücke Bifröst von Midgard hinauf nach Asgard, wo sich die Walhall befindet. Die Walhall ist ein Ruheort für in der Schlacht Gefallene. Dies ist der Einsteigebahnhof für Wodan – Timburcoaster.

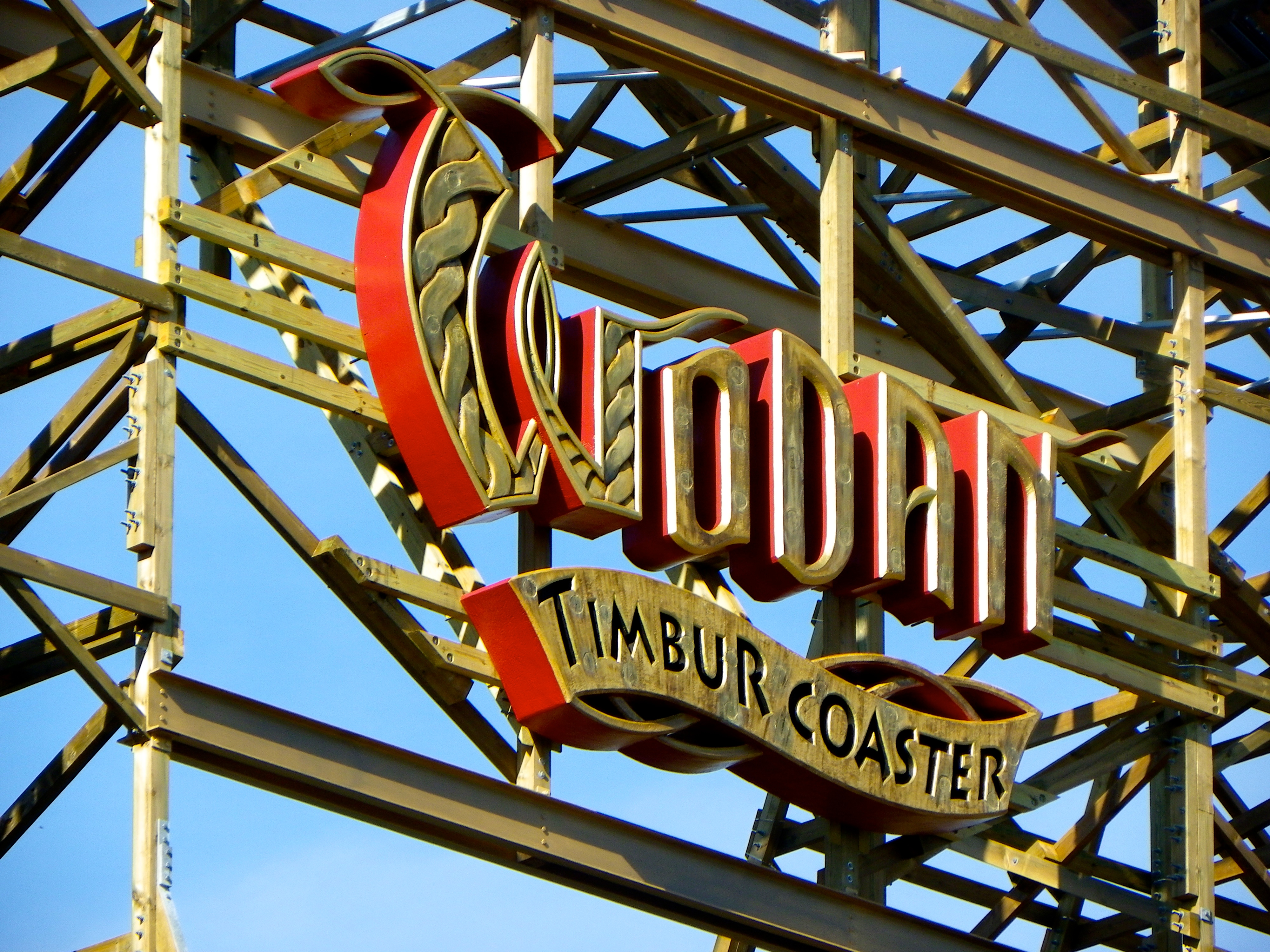
Logo auf der Achterbahn
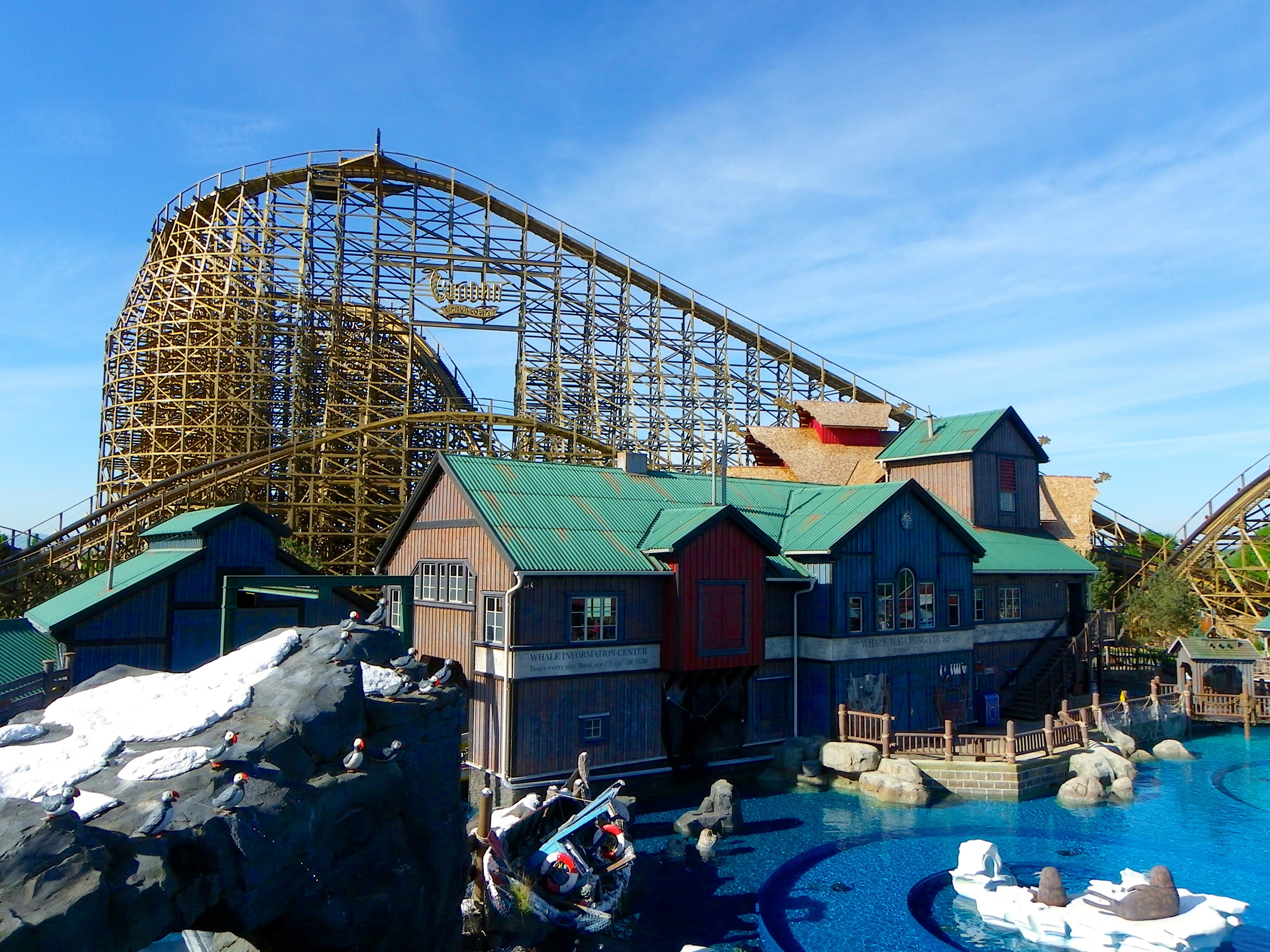
Wodan und Whale Adventures

Wodan hat als eine der einzigen Achterbahnen weltweit eine Toilette in der Warteschlange.

## Bau
Am Bau waren bis zu 26 Zimmerleute beteiligt, als Bauzeit waren neun Monate geplant.
Die Bahn wurde im isländischen Themenbereich auf einer Grundfläche von 1,6 Hektar errichtet. Für den Bau der Holzachterbahn wurden etwa 1.000 Kubikmeter Kiefernholz verwendet, das vor Ort montiert wurde. In der kompletten Konstruktion befinden sich insgesamt rund 21.000 Balken, die durch etwa 2 Millionen Nägel und 100.000 Schraubverbindungen zusammengehalten werden.

## Zwischenfall am 20. August 2019
Am Nachmittag des 20. Augusts riss die Kette, die den Zug nach oben befördert (Lifthill). Es saßen 24 Personen im vollbesetzten Zug, als der Zwischenfall geschah. Verletzt wurde niemand, die Leute wurden bodennah evakuiert. Bereits am 21. August konnte laut Europa-Park-Angaben die Achterbahn wieder in Betrieb gehen, nachdem die Kette über Nacht ausgetauscht worden war.